# Hypselolopha hypodrosa
Hypselolopha hypodrosa är en fjärilsart som beskrevs av Turner 1926. Hypselolopha hypodrosa ingår i släktet Hypselolopha och familjen snigelspinnare. Inga underarter finns listade i Catalogue of Life.